# Wachsmuseum Krumbach
Das Wachsmuseum Krumbach ist ein privates Museum für Wachsbildnerei und das Wachszieherhandwerk in Krumbach (Schwaben). Im Zentrum der Exponate steht die Familiengeschichte der Familie Sallinger, die seit dem Dreißigjährigen Krieg mit dem Lebzelter- und Wachszieherhandwerk verbunden ist, aber erst später nach Krumbach kam.
Daneben werden Wachskunstwerke aus fast 400 Jahren Handwerkskunst ausgestellt. Zu sehen sind Wachsbilder, Votivkerzen und andere Devotionalien aus Wachs wie zum Beispiel ein gewickeltes Jesuskind. Unter den ausgestellten Kerzen sind verzierte Wachsstöcke, die ab dem 18. Jahrhundert modern wurden oder Zier- bzw. Mantelkerzen, die als Zimmerschmuck in der zweiten Hälfte des 20. Jahrhunderts aufgestellt wurden. Zusätzlich gibt es auch thematische Ausstellungsbereiche, die sich beispielsweise mit Kerzen und Wachsbildern im christlichen Lebens- und Jahreslauf, der Kerze im Sprichwort oder den anhand der Wachsobjekte und historischen Porträts erklärten historischen Kleidersitten beschäftigen.
Das Museum wird von dem in Krumbach ansässigen Unternehmen Morsa Wachswarenfabrik Sallinger betrieben.